# Pierre Brunehaut
Pour les articles homonymes, voir Brunehaut.
La pierre Brunehaut (ou Brunehault) appelée aussi pierre celtique est un menhir situé à Hollain, une entité de la commune de Brunehaut, non loin de la voie romaine Bavay-Tournai.

## Historique
Elle est mentionnée dès 1619. Selon diverses descriptions données au XVIIIe siècle et début XIXe siècle, la pierre subit une inclinaison progressive : 50° en 1773, 34° en 1811, 20° en 1819. Il fut envisagé durant le Premier Empire de la transporter à Bléharies pour la réutiliser comme pierre d'écluse sur l'Escaut et les travaux de terrassement entrepris à cette occasion contribuèrent à augmenter son inclinaison. En 1819, la commune de Hollain vota un crédit de 500 francs pour la faire redresser et consolider par l'ajout d'un radier à la base et de deux contreforts.
Elle est classée depuis le 15 mars 1934.

## Description
Le menhir est en grès landénien de Grandglise. C'est le plus grand mégalithe dressé de Belgique, son poids est estimé à 13 tonnes. Il a été érigé sur un plateau qui domine largement ce paysage de plaine. De forme trapézoïdale, il mesure 4,40 m de hauteur (6 m en incluant la partie enterrée) pour une largeur d'environ 3 m et une épaisseur de 0,48 m. Le menhir est orienté nord-sud. La face nord a probablement été retaillée. La face est comporte une multitude de petits trous qui pourraient être d'origine naturelle. Selon L. Desailly, la face ouest comporterait une gravure pédiforme de 0,26 m de longueur désignée sous le nom de pied de Jésus ou pied de la Vierge.
De nombreux outils en silex attribués au Néolithique récent et final, ainsi que des fragments de poignards en silex du Grand-Pressigny ont été découverts dans les champs au sud du menhir et des habitats du Néolithique final ont été reconnus  à quelques kilomètres à l’ouest.

## Folklore
De nombreuses légendes et traditions sont associées à la pierre. Son érection commémorerait le lieu du décès de la reine Brunehaut qui fut pourtant suppliciée à Renève. Selon une autre tradition, la pierre fut transportée par Jésus qui y laissa l'empreinte de son pied droit. Par la suite, le personnage de la sainte Vierge fut associé au menhir : la pierre qui était destinée à la construction de la cathédrale de Tournai, dédiée à la Vierge, retourna d'elle-même à sa place initiale ou fut abandonnée sur place. Selon une tout autre tradition, la pierre commémore une victoire de Jules César sur les Hérules.